# Hypolycaena dubia
Hypolycaena dubia är en fjärilsart som beskrevs av Aurivillius 1895. Hypolycaena dubia ingår i släktet Hypolycaena och familjen juvelvingar. Inga underarter finns listade i Catalogue of Life.